# 덴도번
덴도 번(일본어: 天童藩 덴도한[*])은 일본 에도 시대에 있었던 데와국 덴도 일대를 지배한 번이다. 번청은 덴도 진야이다.

## 번의 역사
분세이 11년(1828년), 막부로부터 거점을 다카하타에서 덴도로 옮겨도 좋다는 허가를 받은 다카하타번주 오다 노부카즈는 덴포 원년(1830년)에 덴도로 번청을 옮기고 덴도 번을 세웠다. 당시 덴도 번은 2만 석 영지의 작은 번으로 재정난을 겪고 있었다. 이에 가신들의 봉록을 동결하고, 엄격한 검약령을 내렸으며, 안세이 2년(1855년)에는 홍화의 전매제를 시행하려 하였으나, 결국 번정 개혁은 실패하였다.
메이지 원년(1868년), 번주 오다 노부미치는 신정부로부터 상경 명령을 받았으나, 병으로 쓰러져 가지 못하였다. 적자인 오다 노부토시가 대리로 상경하여, 오우 진무사 선도에 임명되었고, 오다 가문의 중신인 요시다 모리타카가 신정부군의 오슈 진출 길안내 역할을 맡게 되었다. 그해 4월, 요시다는 오우 진무 부총독 사와 다메카즈를 인도하여 쇼나이번과 싸웠으나, 쇼나이 번의 맹공으로 대패하고 덴도 진야의 조카마치가 불에 탔다. 그리고 다음달, 오우에쓰 열번동맹이 결성되면서 덴도 번도 어쩔 수 없이 막부군으로 참전하게 되면서, 요시다는 할복을 명령받았다. 결국 신정부군의 반격으로 인해 덴도 번은 9월에 항복하였고, 노부토시는 신정부의 처분에 따라 동생 스에마루에게 번주직을 물려주고 은거하였으며, 영지 2천 석도 삭감되었다. 하지만 스에마루는 아직 어려서 노부토시가 다시 번지사로 재임하였다. 메이지 4년(1871년) 7월, 폐번치현으로 덴도 번은 폐지되어 덴도 현이 되었고, 그해 8월에 야마가타현에 편입되었다.

## 역대 번주
1. 오다 노부카즈(織田信美) 재위 1830년 ~ 1836년
2. 오다 노부미치(織田信学) 재위 1836년 ~ 1868년
3. 오다 노부토시(織田信敏) 재위 1868년
4. 오다 스에마루(織田寿重丸) 재위 1868년 ~ 1869년
5. 오다 노부토시(재임) 재위 1869년 ~ 1871년